# Antuco
Antuco é uma comuna da província de Biobío, localizada na Região de Biobío, Chile. Possui uma área de 1.884,1 km² e uma população de 3.908 habitantes (2002).
A comuna limita-se: a norte com Pinto; a leste com a Argentina; a sudoeste com Alto Biobío, Santa Bárbara e Quilleco; e oeste com Tucapel.